# Georgia
Georgia (englische Aussprache [ˈdʒɔɹdʒə] ), amtlich englisch State of Georgia, ist ein Bundesstaat im Südosten der Vereinigten Staaten von Amerika, der aus der gleichnamigen 1732 gegründeten letzten der Dreizehn Kolonien hervorging und am 2. Januar 1788 als vierter Bundesstaat die Verfassung der Vereinigten Staaten ratifizierte. Georgia wurde nach dem britischen König Georg II. benannt. Der Spitzname ist Peach State (Pfirsich-Staat).
Georgia grenzt im Norden an Tennessee und North Carolina, im Osten an South Carolina und den Atlantischen Ozean, im Süden an Florida und im Westen an Alabama. Von den 50 US-Bundesstaaten ist Georgia flächenmäßig der 24. und bevölkerungsmäßig der achtgrößte. Nach Angaben des U.S. Census Bureau betrug die geschätzte Einwohnerzahl 2024 11.180.878. Atlanta ist sowohl die Hauptstadt als auch die größte Stadt des Bundesstaates und zählt zu den Weltstädten. Der Großraum Atlanta ist mit mehr als 6,3 Millionen Einwohnern im Jahr 2023 der sechstbevölkerungsreichste Großraum in den Vereinigten Staaten und beherbergt etwa 57 % der Gesamtbevölkerung Georgias. Weitere große Ballungsräume im Bundesstaat sind Augusta, Savannah, Columbus und Macon.
Georgia erstreckte sich einst von South Carolina bis hinunter ins spanische Florida und westlich bis zum damals noch französischen Louisiana entlang des Mississippi. Zwischen 1802 und 1804 wurde ein Teil des westlichen Georgias abgetrennt, um das Mississippi-Territorium zu schaffen, aus dem schließlich die US-Bundesstaaten Alabama und Mississippi hervorgingen. Am 19. Januar 1861 erklärte Georgia seine Abspaltung von der Union und schloss sich damit den sieben ursprünglichen Konföderierten Staaten an. Nach dem Bürgerkrieg war es der letzte Staat, der am 15. Juli 1870 wieder in die Union aufgenommen wurde. Im späten 19. Jahrhundert, in der Zeit nach der Wiedervereinigung, erfuhr die Wirtschaft Georgias bedeutende Veränderungen, die von einer Koalition einflussreicher Politiker, Wirtschaftsführer und Journalisten, insbesondere Henry W. Grady, vorangetrieben wurden, der die Ideologie des „Neuen Südens“ propagierte, die auf Versöhnung und Industrialisierung ausgerichtet war.
Mitte des 20. Jahrhunderts traten mehrere bekannte Persönlichkeiten aus Georgia, darunter Martin Luther King Jr., als wichtige Führer der Bürgerrechtsbewegung hervor. Atlanta wurde als Austragungsort für die Olympischen Sommerspiele 1996 ausgewählt und feierte damit das hundertjährige Bestehen der modernen Olympischen Spiele. Seit 1945 hat Georgia ein erhebliches Bevölkerungs- und Wirtschaftswachstum erlebt, das sich dem allgemeinen Trend des Sun Belt anpasst. Zwischen 2007 und 2008 wurden 14 Countys Georgias unter den 100 am schnellsten wachsenden Countys der Vereinigten Staaten aufgeführt. Zahlreiche bekannte Firmen haben in Georgia ihren Sitz, wie zum Beispiel Coca Cola, Delta Airlines, CNN oder Home Depot. Mit dem viertgrößten Seehafen Nordamerikas in Savannah und dem meistfrequentierten Flughafen der Welt in Atlanta ist Georgia auch einer der bedeutendsten Verkehrsknotenpunkte des Landes.
Georgia zeichnet sich durch eine Vielfalt an Landschaften, Flora und Fauna aus. Im nördlichen Teil des Bundesstaates befinden sich die Blue Ridge Mountains, die zu den Appalachen im weiteren Sinne gehören. Im Süden erstreckt sich das Piedmont-Plateau von den Ausläufern der Blue Ridge Mountains bis zur Fall Line, einem Steilhang, der den Übergang zur Coastal Plain im Süden des Staates markiert. Die höchste Erhebung des Bundesstaates ist der Brasstown Bald mit einer Höhe von 1.458 m über dem Meeresspiegel. Mit Ausnahme einiger höher gelegener Gebiete in der Blue Ridge herrscht in Georgia überwiegend ein feuchtes subtropisches Klima. Unter den Staaten, die vollständig östlich des Mississippi liegen, ist Georgia der flächenmäßig größte.

## Geographie

### Geographische Lage
Der Norden des Staates liegt im Gebirge Blue Ridge Mountains. Der höchste Punkt des Staates ist der Brasstown Bald (1458 m). Die Küstenlänge am Atlantik beträgt 161 km.

### Ausdehnung des Staatsgebiets
Georgia hat in West-Ost-Richtung eine Breite von 370 km zwischen 81°W und 85°53'W und in der Nord-Süd-Richtung eine Länge von 480 km zwischen 30°31'N und 35°N.

### Nachbarstaaten
Georgia grenzt im Osten an den Atlantik, im Nordosten an den US-Bundesstaat South Carolina, im Norden an die Bundesstaaten North Carolina und Tennessee, im Westen an den Bundesstaat Alabama und im Süden an den Bundesstaat Florida.
Die Grenze zu South Carolina wird, beginnend am Atlantik, vom Savannah River gebildet – bis zu jener Stelle, an der der Tugaloo River und Seneca River zusammenfließen und den Savannah River bilden. Westlich davon bildet der Tugaloo die Grenze zwischen Georgia und South Carolina. Die weitere Grenze zu South Carolina bildet der Chattooga River, ein Zufluss des Tugaloo. Der Savannah River ist insbesondere in seinem Oberlauf an mehreren Stauseen aufgestaut. Ursprünglich bildete der Talweg des Flusses die Grenze zwischen Georgia und South Carolina, durch das Aufstauen der Seen ist dieser vielerorts allerdings nicht mehr zu erkennen. Die Grenze zu South Carolina ist die einzige Georgias, die ausschließlich von Gewässern gebildet wird, und wurde 1797 im Vertrag von Beaufort (Treaty of Beaufort) festgelegt.
Im nordöstlichsten County, Rabun County, beginnt die Grenze mit North Carolina, die ab dort strikt westwärts entlang des 35. Breitengrades verläuft. Diese nördliche Grenze des Bundesstaates Georgia wird in etwa zur Hälfte von der Grenze mit North Carolina gebildet, zur anderen Hälfte von derjenigen zu Tennessee, das bis zur Selbstständigkeit ein Territorium von North Carolina war. Im Nordwesten grenzt Georgia direkt an Chattanooga. Etwas weiter westlich macht die Grenze einen scharfen Schwenk nach Süden. Westlich der Grenze liegt Alabama. In der nördlichen Hälfte verläuft die Grenze in gerader Linie südsüdostwärts, bis sie bei West Point den Chattahoochee River erreicht, der fortan die Grenze in der südlichen Hälfte bildet. Diese ist zugleich die Grenze zwischen zwei Zeitzonen: In Georgia gilt Eastern Time, in Alabama Central Time.
Die südliche Grenze gegenüber Florida erstreckt sich vom Zusammenfluss des Flint River und Chattahoochee River (der auf Florida-Seite als Apalachicola River weiter nach Süden fließt) in östlicher Richtung. Zunächst ist der Grenzverlauf gerade, im Osten folgt er dem Lauf des St. Mary’s River in den Atlantik.

### Gliederung
Georgia ist in 159 Countys unterteilt. Somit ist Georgia nach Texas mit 254 Countys der Bundesstaat mit der zweithöchsten Anzahl an Countys.

### Naturdenkmäler

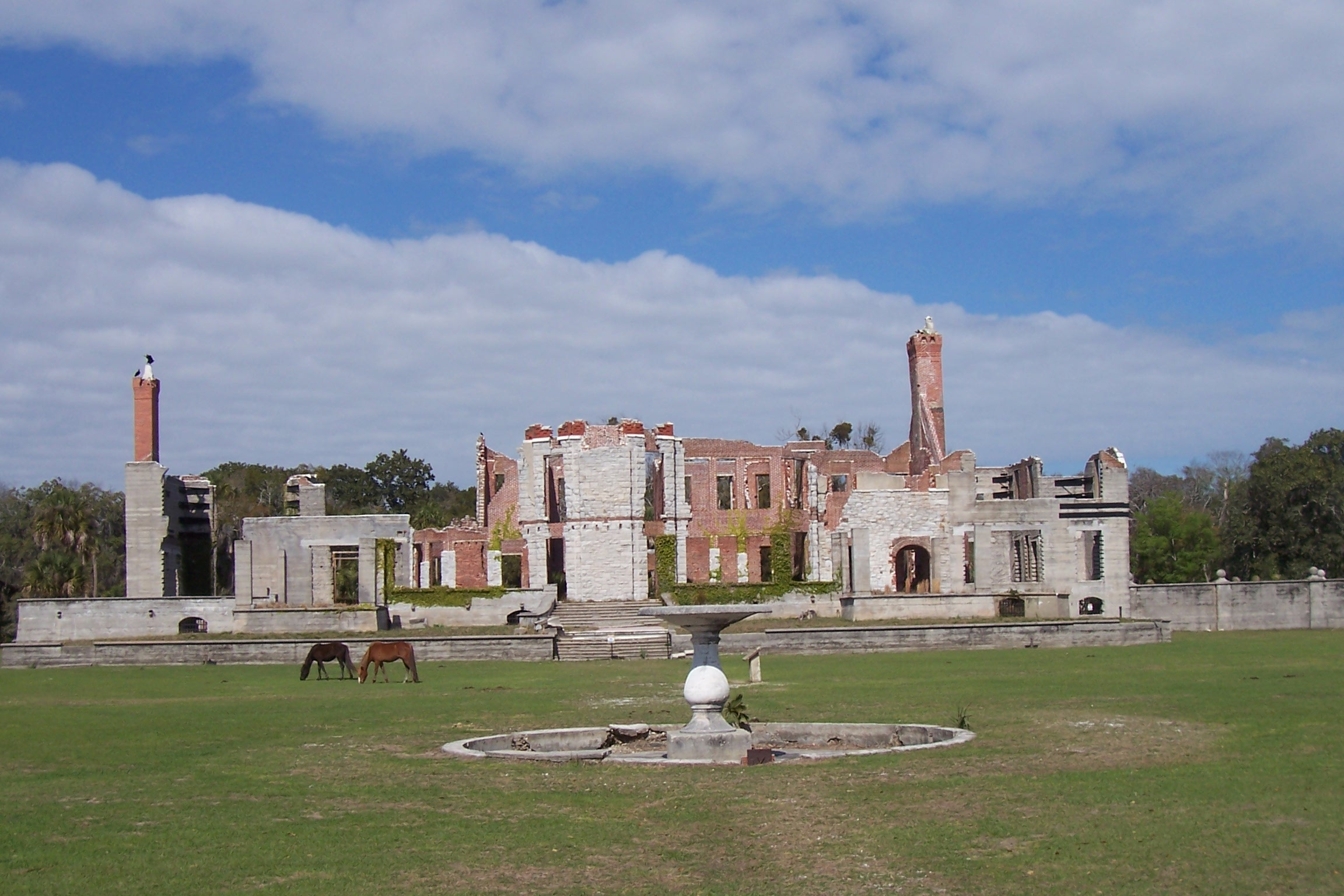
Die Ruinen von Dungeness in der Cumberland Island National Seashore (2005)

Der National Park Service weist für Georgia einen National Scenic Trail, einen National Historic Trail, eine National Recreation Area, eine National Seashore und drei National Heritage Areas aus:
- Appalachian Trail
- Pfad der Tränen
- Chattahoochee River National Recreation Area
- Cumberland Island National Seashore
- Arabia Mountain National Heritage Area
- Augusta Canal National Heritage Area
- Gullah/Geechee Cultural Heritage Corridor

Hinzu kommen elf National Natural Landmarks (Stand 30. September 2017).

### Kulturdenkmäler

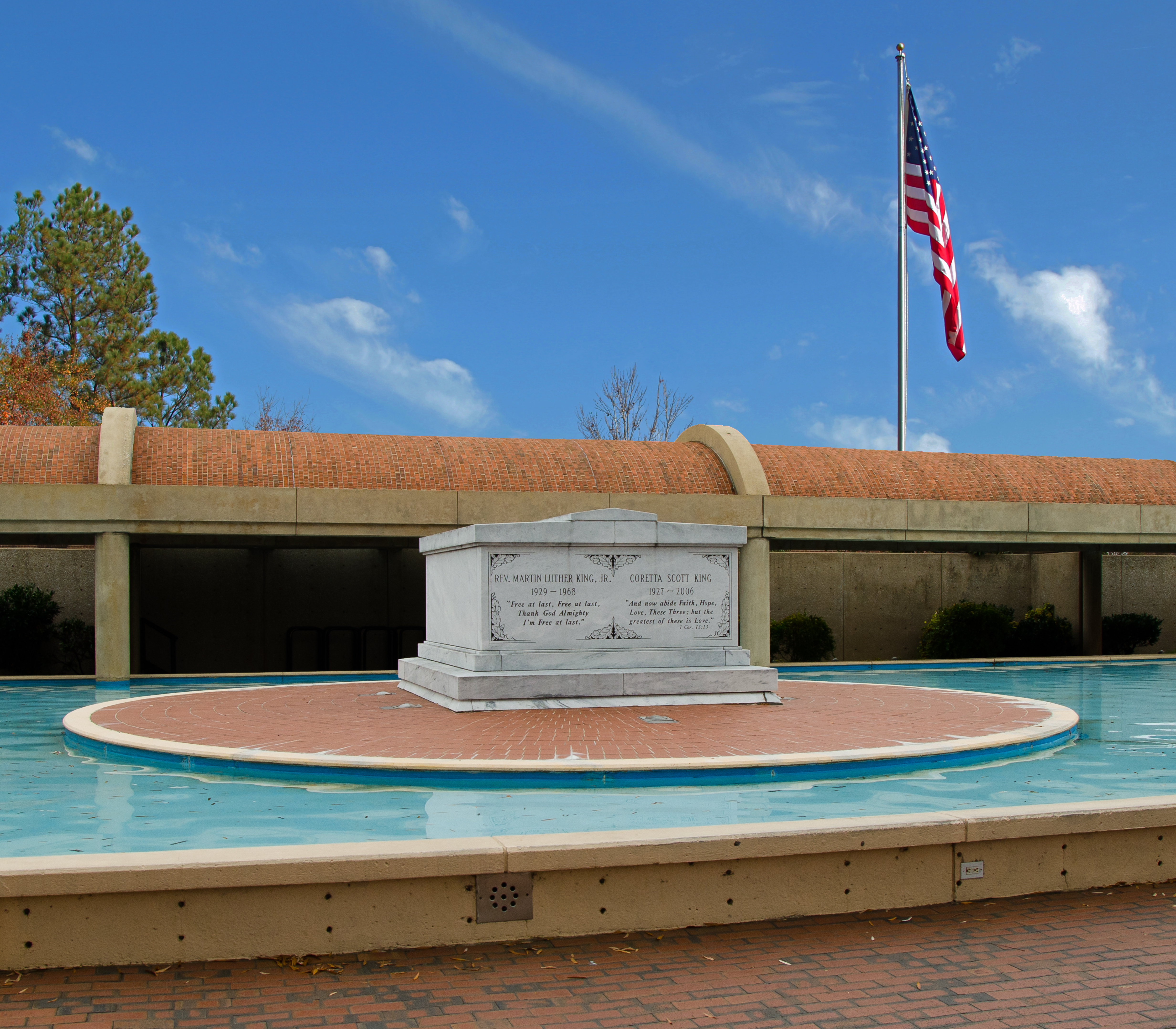
Grablege von Martin Luther King und Coretta Scott King im Martin Luther King Jr. National Historical Park (2012)

In Georgia liegen drei National Monuments, ein National Military Park, ein National Battlefield Park, zwei National Historic Sites und ein National Historical Park:
- Fort Frederica
- Fort Pulaski
- Ocmulgee
- Chickamauga and Chattanooga National Military Park
- Kennesaw Mountain National Battlefield Park
- Andersonville National Historic Site
- Jimmy Carter National Historic Site
- Martin Luther King Jr. National Historical Park

Hinzu kommen 49 National Historic Landmarks sowie 2141 Bauwerke und Stätten, die im National Register of Historic Places eingetragen sind (Stand 30. September 2017).

## Bevölkerung

### Demografie

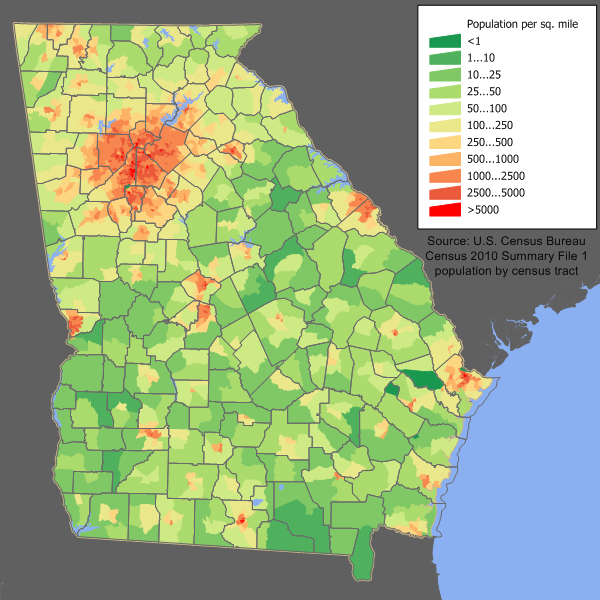
Bevölkerungsdichte in Georgia

In Georgia leben 9.687.653 Einwohner (Stand: 2010), davon 55,9 % Weiße, 30,5 % Afroamerikaner, 8,8 % Hispanics oder Latinos, 3,2 % Asiatische Amerikaner und 0,3 % Indianer.
Georgia belegt unter den Bundesstaaten den 9. Rang nach Einwohnerzahl.
Es existieren 3.540.690 Haushalte.

### Religionen
Die wichtigsten Religionsgemeinschaften im Jahr 2000 waren die Southern Baptist Convention mit 1.719.484 Angehörigen, die United Methodist Church mit 570.674 Personen und die Katholische Kirche mit 374.185 Angehörigen.
Es gibt viele andere, vor allem protestantisch geprägte Konfessionen.

### Größte Städte
Die Städte in Georgia mit mindestens 50.000 Einwohnern sind gemäß der Volkszählung 2020:
| Ort           |               |  |         | Einwohner |
| Atlanta       | Atlanta       |  | 498.715 | 498.715   |
| Columbus      | Columbus      |  | 206.922 | 206.922   |
| Augusta       | Augusta       |  | 202.081 | 202.081   |
| Macon         | Macon         |  | 157.346 | 157.346   |
| Savannah      | Savannah      |  | 147.780 | 147.780   |
| Athens        | Athens        |  | 127.315 | 127.315   |
| Sandy Springs | Sandy Springs |  | 108.080 | 108.080   |
| South Fulton  | South Fulton  |  | 107.436 | 107.436   |
| Roswell       | Roswell       |  | 92.833  | 92.833    |
| Johns Creek   | Johns Creek   |  | 82.453  | 82.453    |
| Warner Robins | Warner Robins |  | 80.308  | 80.308    |
| Albany        | Albany        |  | 69.647  | 69.647    |
| Alpharetta    | Alpharetta    |  | 65.818  | 65.818    |
| Marietta      | Marietta      |  | 60.972  | 60.972    |
| Stonecrest    | Stonecrest    |  | 59.194  | 59.194    |
| Smyrna        | Smyrna        |  | 55.663  | 55.663    |
| Valdosta      | Valdosta      |  | 55.363  | 55.363    |
| Brookhaven    | Brookhaven    |  | 55.161  | 55.161    |
| Dunwoody      | Dunwoody      |  | 51.683  | 51.683    |
| Census 2020   |               |  |         |           |

## Geschichte
Die ersten Europäer waren der Spanier Lucas Vázquez de Ayllón, welcher 1526 nahe der Insel St. Catherine's Island die erste Kolonie gründete, und Hernando de Soto, der 1540 an die Küste von Georgia kam und die Region erforschte. Zu dieser Zeit lebten in Georgia bereits seit langem die indigenen Völker der Hitchiti, Muskogee (oder Creek) und Yamasee.
1566 gründeten die Spanier Santa Catalina. Der Konflikt zwischen Spanien und England brach ungefähr 1670 aus, als die Engländer vom Norden aus Carolina und die Spanier vom Süden aus Florida aufeinander trafen. 1680 konnten sie das spanische Santa Catalina besetzen.
Die Briten nannten das Land zu Ehren ihres Königs Georg II. Georgia. Am 17. November 1732 fuhr der englische Abenteurer James Oglethorpe mit 120 Genossen nach Georgia, um die erste britische Siedlung in Georgia zu gründen. Er und 114 Kolonisten erreichten am 12. Februar 1733 Yamacraw Bluff und gründeten die Stadt Savannah und somit die Province of Georgia. Später schlossen sich weitere Menschen der Siedlung an, so Salzburger und Schotten. Nach blutigen Kämpfen mit den Spaniern und inneren Streitigkeiten erhielt die Kolonie 1752 einen königlichen Gouverneur und 1755 eine Provinziallegislatur. 1776 konnte sich Georgia von den Briten lösen und wurde autonom.
Georgia gehörte zu den 13 Kolonien, die gegen die britische Herrschaft in Nordamerika revoltierten (Unabhängigkeitskrieg). Es trat den USA am 2. Januar 1788 als vierter Bundesstaat bei. 1798 verbot Georgia als letzter der US-Bundesstaaten den Sklavenhandel, aber nicht den Einsatz von Sklaven. 1802 überließ es gegen eine Entschädigung seine Ansprüche auf das Land jenseits der heutigen Westgrenze an die Union. Konflikte bei der Landabfindung der Creek und Cherokee, die nach Westen ins Indianerterritorium verfrachtet wurden, kamen 1838 zwischen der Bundes- und der Staatsregierung auf, wurden aber friedlich gelöst.
Während des Bürgerkrieges (1861–1865) gehörte Georgia den Konföderierten Staaten von Amerika an und hatte unter den Kriegseinwirkungen schwer zu leiden. Der Unionsgeneral Sherman hatte Ende 1864 einen Eroberungsfeldzug durch Georgia (von Atlanta bis Savannah) gemacht und dabei die meisten Städte und Landstriche, die auf seinem Weg lagen, verwüstet.
Ende 1946/Anfang 1947 durchlebte Georgia eine Verfassungskrise und hatte für einen kurzen Zeitpunkt drei Gouverneure: Melvin Thompson, Vizegouverneur Georgias, Wahlsieger Herman Talmadge und der scheidende Gouverneur Ellis Arnall stritten sich um das Amt, Talmadge griff sogar zu militärischen Mitteln. Der Oberste Gerichtshof Georgias beendete schließlich den bizarren Konflikt. In den 1960er und 1970er Jahren gab es Proteste durch Anhänger der Bürgerrechtsbewegung, die gegen die damals vorherrschende Rassentrennung kämpfte. Georgia war dabei aus Sicht der Kämpfer für die Gleichberechtigung einer der rückständigsten Staaten der USA. Erst im Juni 1967 wurde der Staat durch den Obersten Gerichtshof dazu gezwungen, als einer der letzten Staaten der USA das Verbot der Mischehen aufzuheben. Bis dahin war es Nicht-Weißen verboten, Weiße zu heiraten.
Atlanta erlebte in den vergangenen Jahrzehnten einen wirtschaftlichen und auch demografischen Aufschwung. Nach der 1980 vollzogenen Erweiterung des Flughafens entwickelte sich der Hartsfield–Jackson Airport zu einem der weltweit größten Flughäfen; nach der Zahl der Passagiere (Stand: 2012) ist er der weltgrößte und hat zum Aufschwung beigetragen. Seit 1991 hat UPS seinen Sitz in Atlanta. Äußeres Zeichen für den Wirtschaftsaufschwung war die 1992 erfolgte Fertigstellung des Bank of America Plaza, des höchsten Gebäudes Atlantas und des, zum Zeitpunkt seiner Fertigstellung bis 2017 höchsten der Vereinigten Staaten außerhalb von New York City oder Chicago. Das Internationale Olympische Komitee vergab 1990 die Olympischen Sommerspiele 1996 in die Stadt.

## Politik

### Politische Landschaft
| Jahr                                                                                                 | Republikaner      | Demokraten        |
| --- | ----------------- | ----------------- |
| 2024                                                                                                 | 50,55 % 2.663.117 | 48,36 % 2.548.017 |
| 2020                                                                                                 | 49,26 % 2.461.854 | 49,50 % 2.473.633 |
| 2016                                                                                                 | 51,05 % 2.089.104 | 45,89 % 1.877.963 |
| 2012                                                                                                 | 53,40 % 2.070.221 | 45,44 % 1.761.761 |
| 2008                                                                                                 | 52,20 % 2.048.744 | 47,00 % 1.844.137 |
| 2004                                                                                                 | 57,97 % 1.914.254 | 41,37 % 1.366.149 |
| 2000                                                                                                 | 54,67 % 1.419.720 | 42,98 % 1.116.230 |
| 1996                                                                                                 | 47,01 % 1.080.843 | 45,84 % 1.053.849 |
| 1992                                                                                                 | 42,88 % 0.995.252 | 43,47 % 1.008.966 |
| 1988                                                                                                 | 59,75 % 1.081.331 | 39,50 % 0.714.792 |
| 1984                                                                                                 | 60,17 % 1.068.722 | 39,79 % 0.706.628 |
| 1980                                                                                                 | 40,95 % 0.654.168 | 55,76 % 0.890.733 |
| 1976                                                                                                 | 32,96 % 0.483.743 | 66,74 % 0.979.409 |
| 1972                                                                                                 | 75,04 % 0.881.496 | 24,65 % 0.289.529 |
| 1968*                                                                                                | 30,40 % 0.380.111 | 26,75 % 0.334.440 |
| 1964                                                                                                 | 54,12 % 0.616.584 | 41,15 % 0.522.557 |
| 1960                                                                                                 | 37,43 % 0.274.472 | 62,54 % 0.458.638 |
| 1956                                                                                                 | 32,65 % 0.216.652 | 66,48 % 0.441.094 |
| 1952                                                                                                 | 30,34 % 0.198.979 | 69,66 % 0.456.823 |
| 1948                                                                                                 | 18,31 % 0.076.691 | 60,81 % 0.254.646 |
| 1944                                                                                                 | 18,25 % 0.059.880 | 81,74 % 0.268.187 |
| 1940                                                                                                 | 14,83 % 0.046.360 | 84,85 % 0.265.194 |
| *Den Sieg holte George Wallace von der American Independent Party mit 42,83 % bzw. 0.535.550 Stimmen |                   |                   |

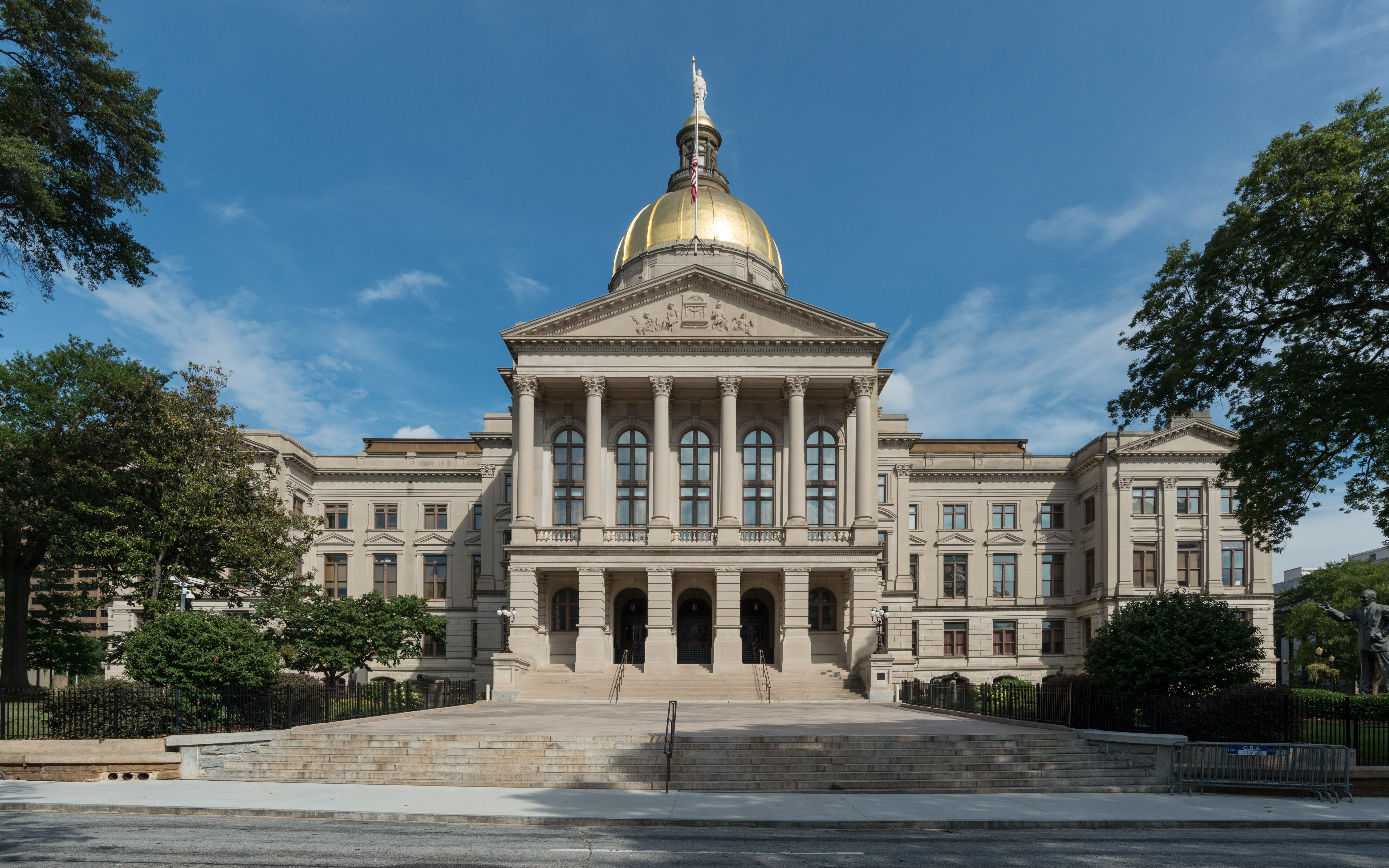
Georgia State Capitol (2016)

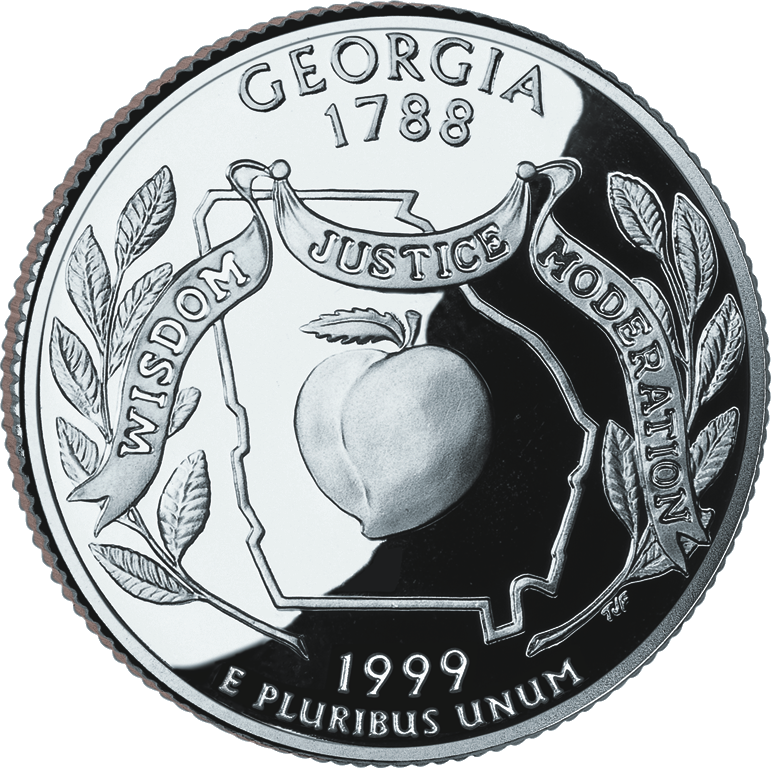
Rückseite des State Quarters von Georgia (1999)

Der Staat hat sich erst Ende des 20. Jahrhunderts zum Red State entwickelt. Er hebt sich daher von den meisten anderen der Südstaaten ab, die diese Entwicklung durchschnittlich zehn Jahre früher vollzogen. In den ersten hundert Jahren seit der Gründung der Republikanischen Partei im Jahre 1854 konnte diese kein einziges Mal bei Präsidentschaftswahlen in Georgia gewinnen. Zum ersten Mal gelang ihr dies 1964, als im Süden, trotz des überwältigenden Sieges des Demokraten Lyndon B. Johnson, der Aufstieg der Republikaner bereits begann. Danach konnten die Demokraten noch 1976 und 1980, als mit Jimmy Carter der ehemalige Gouverneur von Georgia kandidierte, und 1992 mit Bill Clinton aus dem Südstaat Arkansas die Wahlen in Georgia für sich entscheiden. Mit der Liberalisierung der Demokratischen Partei auf Bundesebene wurde es für diese schwieriger, im konservativ geprägten Gebiet des Deep South Erfolge zu erzielen. Seit den 1990er-Jahren stellten die Republikaner auch die US-Senatoren Georgias, die sonst traditionell Demokraten waren; der Senator Zell Miller trat zudem als Demokrat beim republikanischen Nominierungsparteitag 2004 auf, um John Kerry politisch bloßzustellen.
Dieser Zustand änderte sich mit den demographischen Veränderungen ab Mitte der 2000er Jahre, die Georgia zu einem Swing State werden ließen. 2020 gelang es den Demokraten erstmals seit 28 Jahren wieder in Georgia zu gewinnen. Im Januar 2021 verloren die beiden republikanischen US-Senatoren David Perdue und Kelly Loeffler in der außerordentlichen Wahl zum Senat der Vereinigten Staaten in Georgia 2020/2021 gegen ihre demokratischen Herausforderer Jon Ossoff und Raphael Warnock. Georgias Delegation im Repräsentantenhaus des 118. Kongresses besteht aus neun Republikanern und fünf Demokraten.
Im Electoral College stellte Georgia 1988 zwölf, 1992 dann 13 und 2004 15 Wahlmänner. 2012 waren es erstmals 16.

### Wahlrecht
Der Senat von Georgia änderte 2021 unter einer republikanischen Mehrheit das Wahlrecht des Bundesstaates. In den USA wird das Wahlrecht im Wesentlichen von den Gliedstaaten ausgestaltet. Das Gesetz erschwert unter anderem die Registrierung für die Stimmabgabe und die Briefwahl. Die stark umstrittene Änderung führte zu einem heftigen politischen Streit zwischen Demokraten und Republikanern in den gesamten USA. US-Präsident Joe Biden (D) bezeichnete die Gesetzesänderung als „Rassismus des 21. Jahrhunderts“, da sie wirtschaftlich schlechter gestellten, mehrheitlich schwarze Amerikanern das Wählen erschwere. Die Neuregelungen seien „mit dem Ziel erlassen worden, schwarzen Bürgern Georgias das Wahlrecht aufgrund ihrer Rasse oder Hautfarbe zu verweigern oder einzuschränken“, sagte US-Justizminister Merrick Garland (D) und die Bundesregierung kündigte eine Klage gegen das Gesetz an.

### Gouverneure und Vizegouverneure
Der derzeitige Gouverneur ist der republikanische Politiker Brian Kemp. Sein Vizegouverneur ist Burt Jones.
- Liste der Gouverneure von Georgia
- Liste der Vizegouverneure von Georgia

### Kongress
- Liste der US-Senatoren aus Georgia
- Liste der Kongressabgeordneten aus Georgia

|  | Name                     | Mitglied seit | Parteizugehörigkeit |
|  | ------------------------ | ------------- | ------------------- |
|  | Earl Leroy Carter        | 2021          | Republikaner        |
|  | Sanford Dixon Bishop     | 1993          | Demokrat            |
|  | Brian Jack               | 2025          | Republikaner        |
|  | Henry C. Johnson         | 2007          | Demokrat            |
|  | Nikema Natassha Williams | 2021          | Demokrat            |
|  | Rich McCormick           | 2023          | Republikaner        |
|  | Lucy McBath              | 2019          | Demokrat            |
|  | James Austin Scott       | 2011          | Republikaner        |
|  | Andrew Clyde             | 2021          | Republikaner        |
|  | Mike Collins             | 2023          | Republikaner        |
|  | Barry Loudermilk         | 2015          | Republikaner        |
|  | Rick W. Allen            | 2015          | Republikaner        |
|  | David Scott              | 2003          | Demokrat            |
|  | Marjorie Taylor Greene   | 2021          | Republikaner        |

|  | Name            | Mitglied seit | Parteizugehörigkeit |
|  | --------------- | ------------- | ------------------- |
|  | Jon Ossoff      | 2021          | Demokrat            |
|  | Raphael Warnock | 2021          | Demokrat            |

### Todesstrafe
In Georgia ist die Todesstrafe Bestandteil des Gesetzes. Sie wird verhängt und weiterhin vollstreckt. Georgia steht an sechster Stelle der vollstreckten Todesurteile in den USA, nach Texas, Oklahoma, Virginia, Florida und Missouri. Während der Amtszeit von Gouverneur Nathan Deal wurden relativ viele (19 von 65, Stand Mai 2016) Todesurteile vollstreckt. 2015 und 2016 vollstreckte nur Texas mehr Todesurteile.
| Jahr | Anzahl |
| ---- | ------ |
| 1983 | 1      |
| 1984 | 2      |
| 1985 | 3      |
| 1986 | 1      |
| 1987 | 5      |
| 1988 | 1      |
| 1989 | 1      |

| Jahr | Anzahl |
| ---- | ------ |
| 1991 | 1      |
| 1993 | 2      |
| 1994 | 1      |
| 1995 | 2      |
| 1996 | 2      |
| 1998 | 1      |

| Jahr | Anzahl |
| ---- | ------ |
| 2001 | 4      |
| 2002 | 4      |
| 2003 | 3      |
| 2004 | 2      |
| 2005 | 3      |
| 2007 | 1      |
| 2008 | 3      |
| 2009 | 3      |

| Jahr | Anzahl |
| ---- | ------ |
| 2010 | 2      |
| 2011 | 4      |
| 2013 | 1      |
| 2014 | 2      |
| 2015 | 5      |
| 2016 | 9      |
| 2017 | 1      |
| 2018 | 2      |
| 2019 | 3      |

| Jahr | Anzahl |
| ---- | ------ |
| 2020 | 2      |

| Seit 1983 | 77 |
| --------- | -- |

### Staatssymbole
Seit dem 24. April 1979 ist die offizielle Hymne des Staates „Georgia on My Mind“ von Hoagy Carmichael und Stuart Gorrell.

## Wirtschaft und Infrastruktur
Das reale Bruttoinlandsprodukt pro Kopf (engl. per capita GDP) lag im Jahre 2016 bei USD 50.955 (nationaler Durchschnitt der 50 US-Bundesstaaten: USD 57.118; nationaler Rangplatz: 31). Damit war Georgia der reichste Südstaat, lag allerdings dennoch unter dem nationalen Durchschnitt. Die Arbeitslosenrate lag im November 2017 bei 4,3 % (Landesdurchschnitt: 4,1 %).
1892 wurde der Firmensitz der Coca-Cola Company in Georgia gegründet. Außerdem ist Atlanta der Hauptsitz der Fluggesellschaften Delta Air Lines und AirTran sowie des Nachrichtensenders CNN. Gerade Ende der 1990er Jahre und zu Beginn des neuen Jahrtausends zieht es viele Firmen aufgrund des niedrigen Steuersatzes nach Georgia.
Im „Pfirsich-Staat“ Georgia werden Baumwolle, Reis, Tabak, Zuckerrohr, Erdnüsse und verschiedene Arten von Früchten angebaut. In den Städten gibt es vorherrschend Textil-, Holz- und Nahrungsmittelindustrie.

### Verkehr

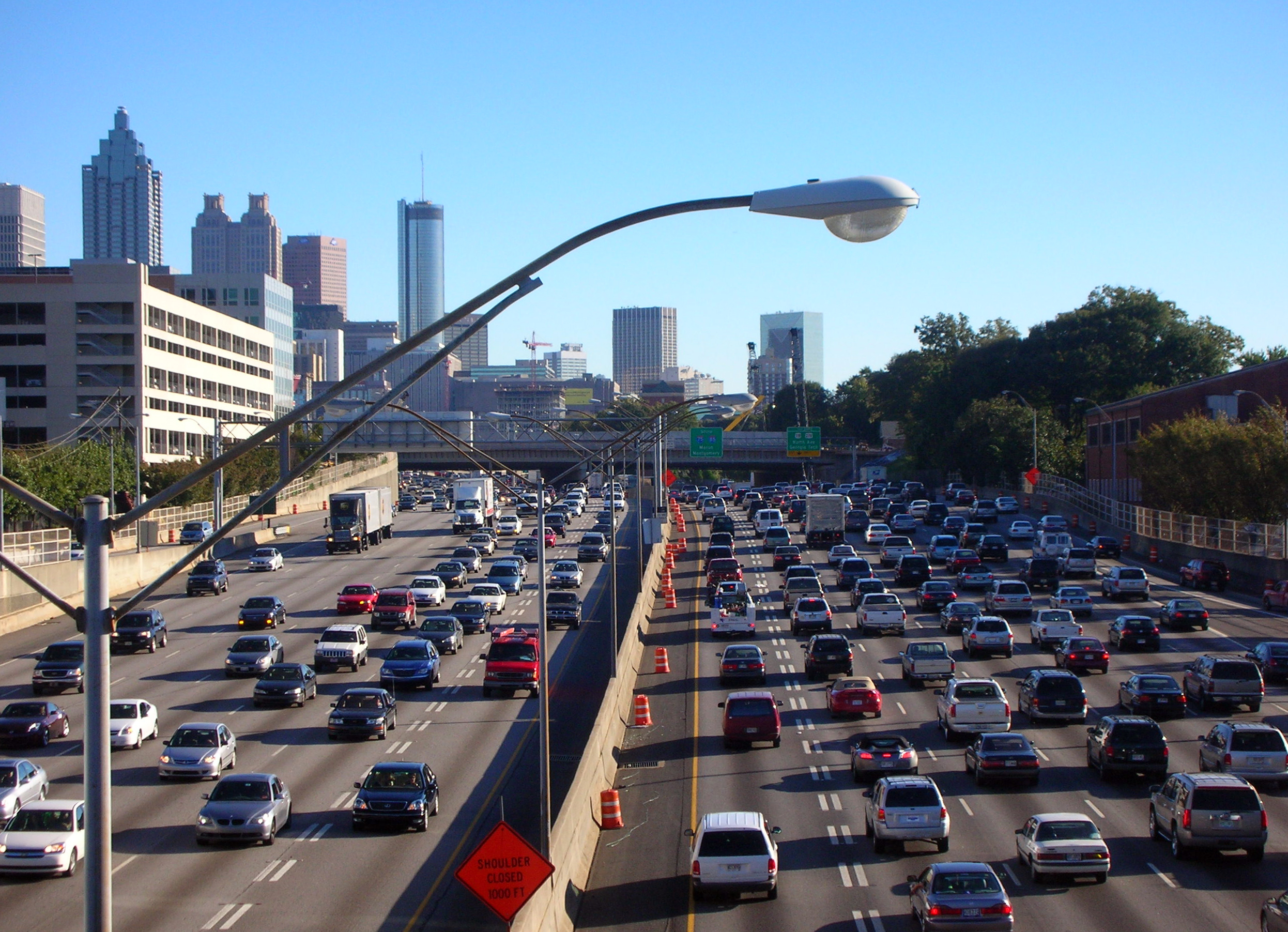
I-75 und I-85 auf gemeinsamer Strecke in Atlantas Downtown

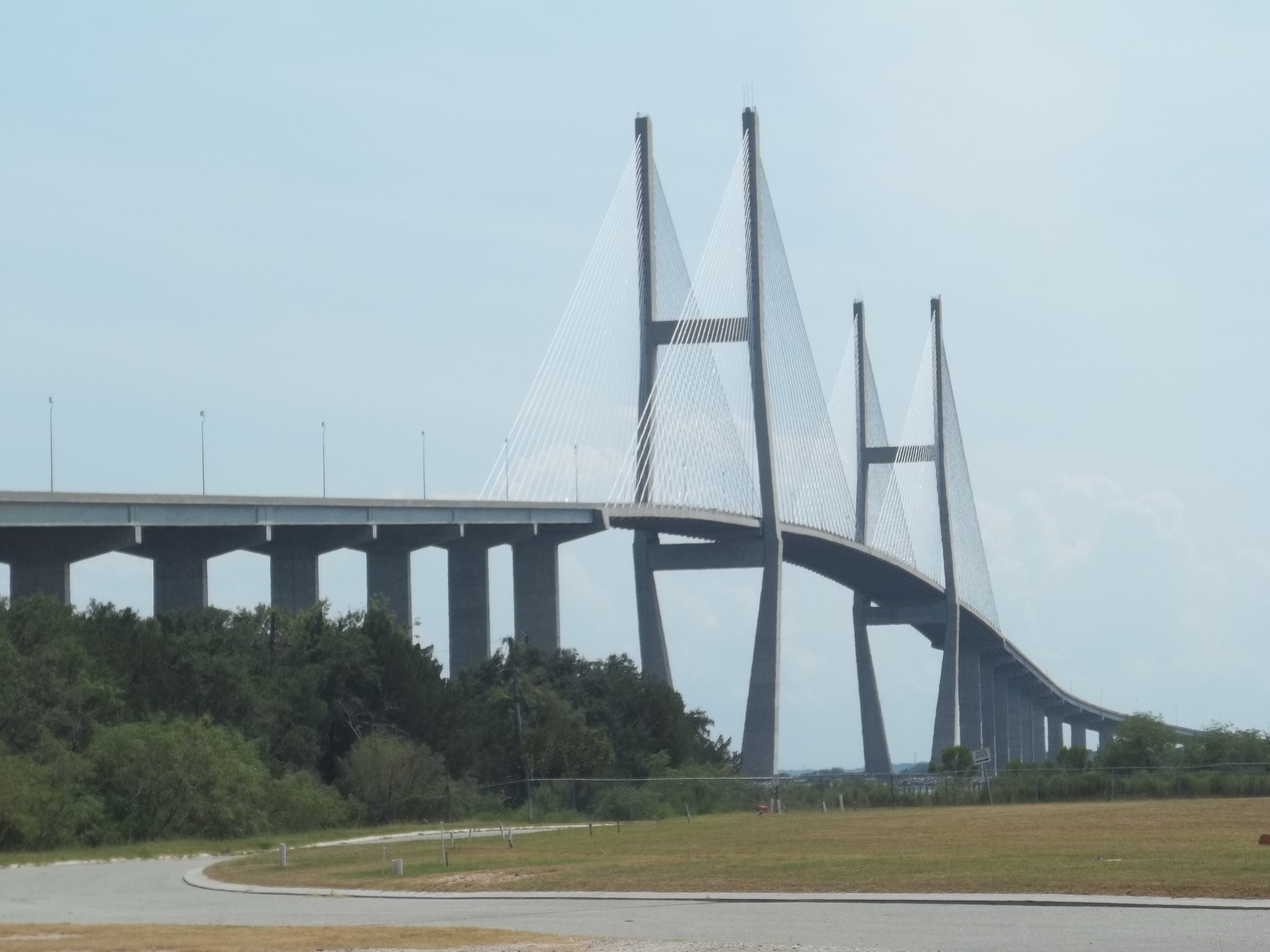
Sidney Lanier Bridge in Brunswick

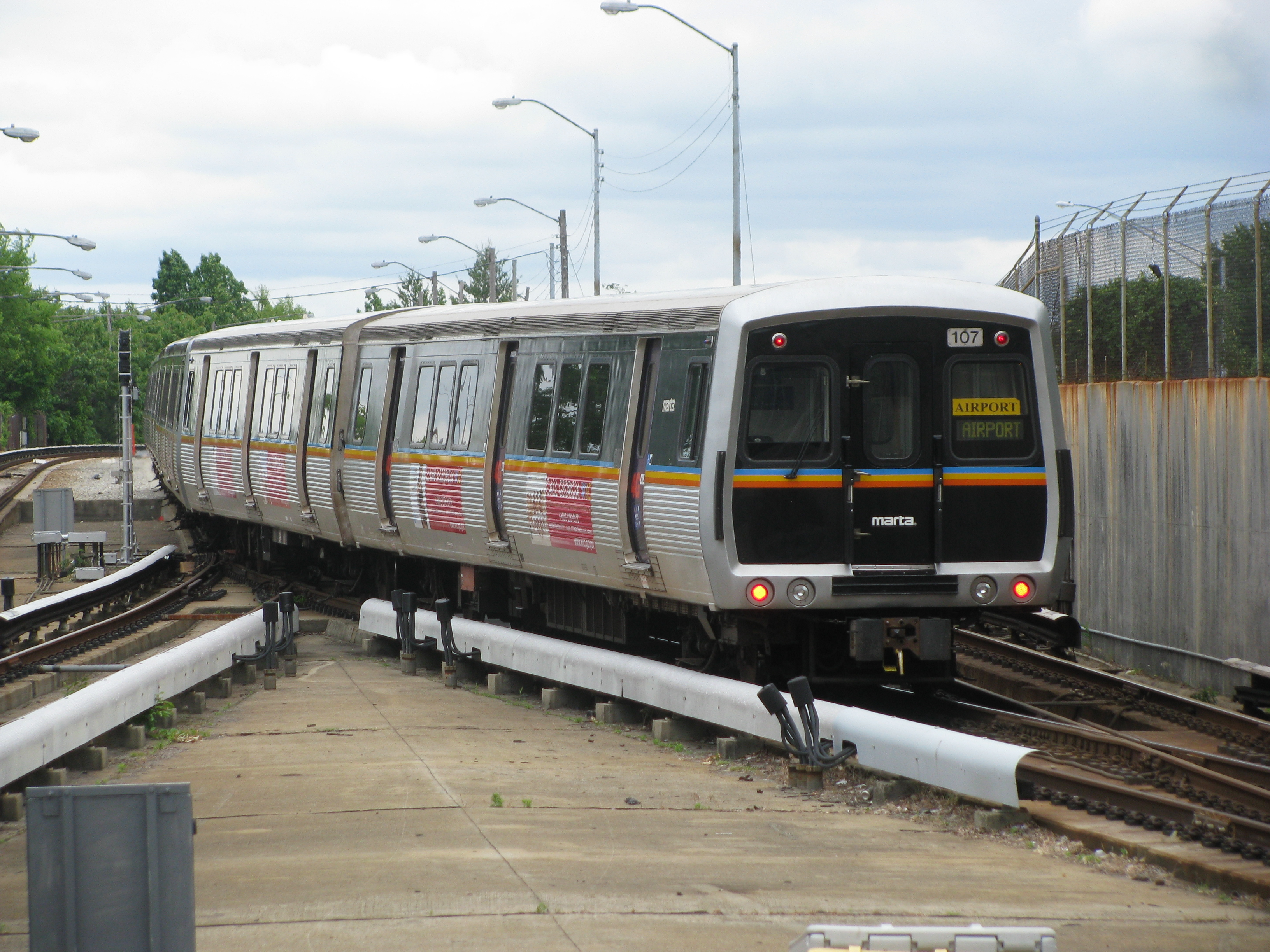
MARTA-Nahverkehrszug

Für öffentliche Transportbelange ist das Transportministerium des Bundesstaates, das Georgia Department of Transportation, zuständig. Durch Georgia führen mehrere Interstate Highways. In Nord-Süd-Richtung verläuft der I-75, der von den Großen Seen bis Florida führt. Am 18. März 1998 verabschiedete das Repräsentantenhaus von Georgia den Beschluss, ein nördliches Teilstück des I-75 nach Larry McDonald zu benennen (Larry McDonald Memorial Highway). McDonald war demokratisches Mitglied des US-Repräsentantenhauses und kam ums Leben, als die Sowjetunion am 1. September 1983 ein Flugzeug der Korean Air Lines abschoss. Zu den weiteren Interstates in Georgia gehören der Interstate 85 von Virginia nach Alabama sowie der Interstate 20 von Texas nach South Carolina. I-20, I-75 und I-85 kreuzen sich in Atlanta und bilden teilweise einen Stadtring. Daneben verlaufen noch der Interstate 95, der von Maine bis Florida an der Ostküste der USA entlangführt, sowie der Interstate 16 von Savannah nach Mason durch Georgia. Letztgenannte Verbindung befindet sich ausschließlich in dem Bundesstaat und verbindet den Seehafen Savannah letztlich über Macon und den I-75 mit Atlanta. Kleinere Zubringer bilden den Rest des Interstate-Netzes in Georgia.

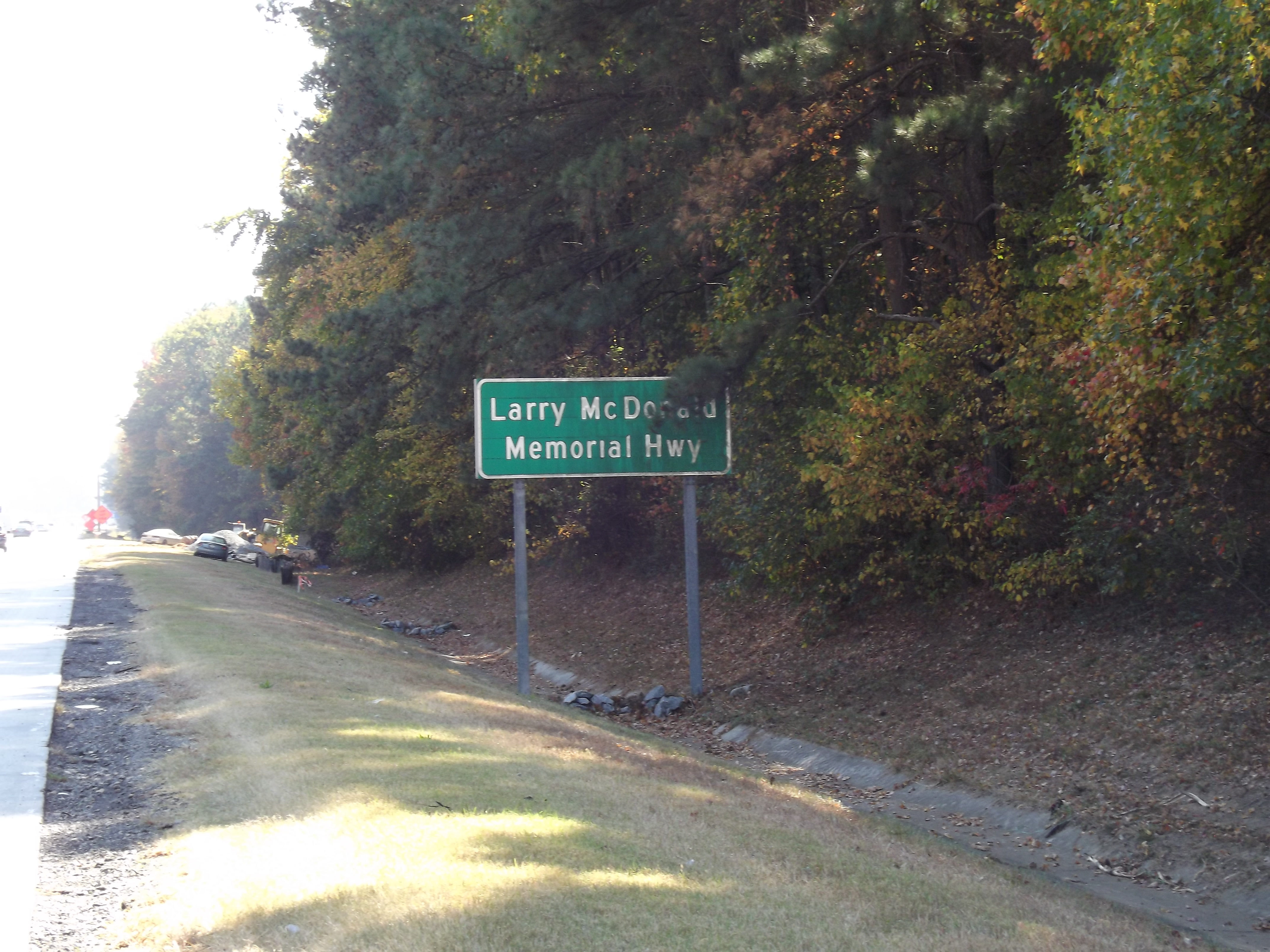
Ein Abschnitt von Interstate 75 nördlich von Atlanta, GA ist nach dem demokratischen Abgeordneten Larry McDonald benannt.

Der mit weitem Abstand nicht nur größte Flughafen an der amerikanischen Ostküste, sondern zugleich auch einer der nach Passagieren größten Flughäfen der Welt ist der Hartsfield–Jackson Atlanta International Airport (ATL). Dort werden jährlich mehr als 90 Millionen Passagiere abgefertigt. Neben Hartsfield-Jackson ist nur noch der Savannah/Hilton Head International Airport von internationaler Bedeutung. Weitere kommerzielle, dem Inlandsverkehr dienende Flughäfen befinden sich in Augusta, Columbus, Albany, Macon, Brunswick, Valdosta und Athens.
Die Georgia Ports Authority ist für den Hafenbetrieb in den beiden größeren Seehäfen Georgias zuständig, dem Hafen von Savannah und demjenigen in Brunswick. Der Hafen von Savannah ist ein Tiefwasserhafen und einer der größten an der US-Ostküste. Der Hafen von Brunswick zählt zu den führenden Häfen der USA beim Automobilumschlag (sowohl Im- als auch Export).
Die Metropolitan Atlanta Rapid Transit Authority (kurz: MARTA) ist das wichtigste Nahverkehrssystem des Bundesstaates. Zunächst 1971 als Busnetz gegründet, verfügt es mittlerweile zusätzlich über ein 77 Kilometer langes und mit 38 Bahnhöfen versehenes Schnellbahnnetz. MARTA operiert fast ausschließlich in den beiden Countys Fulton und DeKalb. Angeschlossen ist auch der Hartsfield-Jackson Atlanta International Airport. 2009 nutzten täglich rund 482.000 Passagiere das Bus- und Bahnnetz.

### Öffentliche Einrichtungen
In Georgia befinden sich eine Reihe von Einrichtungen der Streitkräfte der Vereinigten Staaten, darunter mit der Naval Submarine Base Kings Bay auch einer der größeren U-Boot-Stützpunkte an der amerikanischen Ostküste. Zu den weiteren Militäreinrichtungen zählen Fort Stewart, Hunter Army Airfield, Fort Moore mit dem Western Hemisphere Institute for Security Cooperation (früher School of the Americas), Moody Air Force Base, Robins Air Force Base, Naval Air Station Atlanta, Fort McPherson, Fort Gillem, Fort Eisenhower, Marine Corps Logistics Base Albany, Dobbins Air Reserve Base sowie Stützpunkte der United States Coast Guard in Savannah und Brunswick.

### Medien

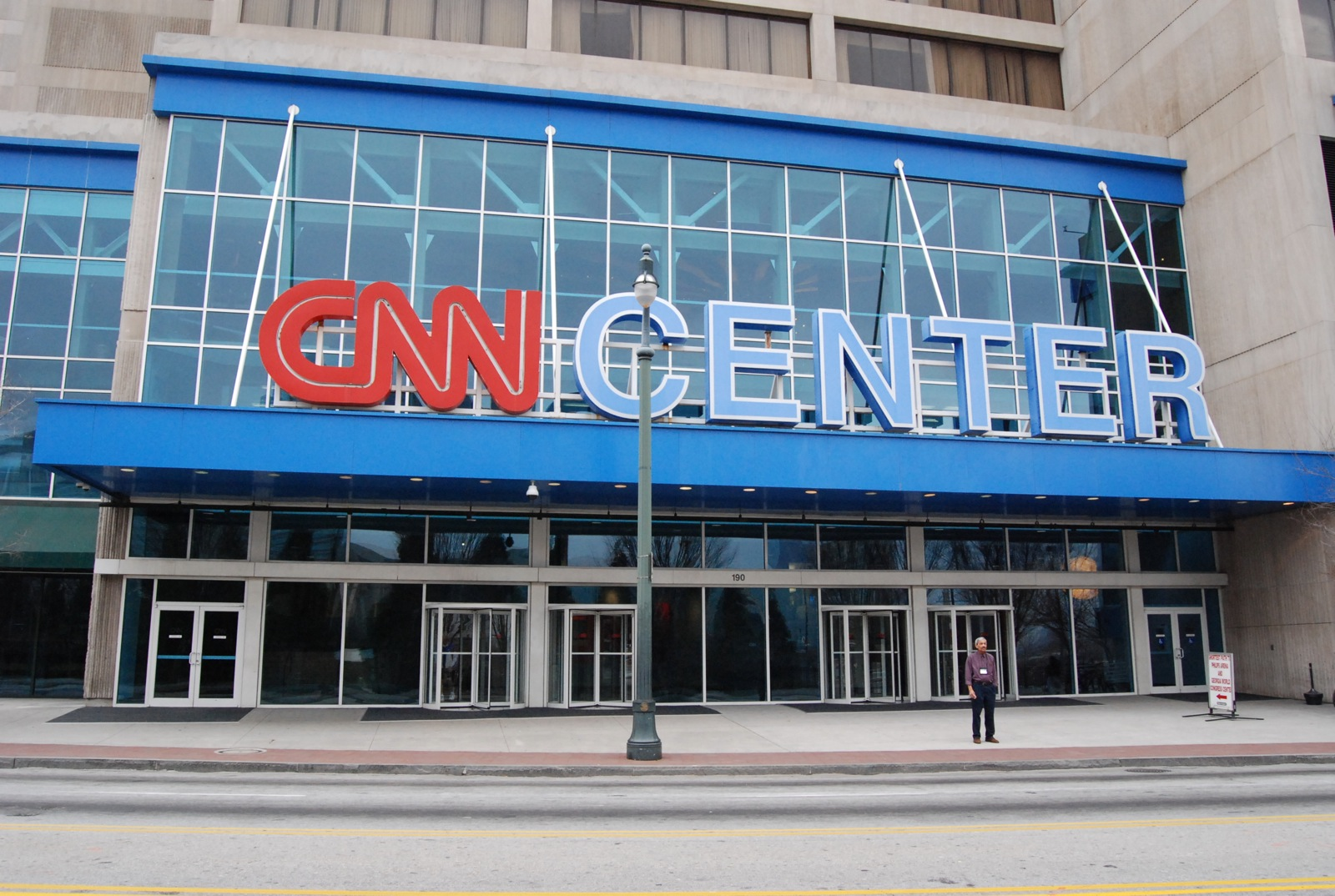
Das CNN-Center in Atlanta

Die Metropolregion Atlanta ist nach Berechnungen von Nielsen Media Research der neuntgrößte Medienmarkt der Vereinigten Staaten. Die anderen größeren Medienmärkte des Staates fallen demgegenüber an Größe deutlich ab: Savannah (Rang 95), Augusta (Rang 115) und Columbus (Rang 127).
Mit Abstand größte Tageszeitung in Georgia ist Atlanta Journal-Constitution mit einer werktäglichen Auflage von 195.592 Exemplaren und einer Sonntagsauflage von 397.925 Exemplaren (Stand: 2010). Weitere größere Tageszeitungen sind The Augusta Chronicle, Columbus Ledger-Enquirer, The Telegraph in Macon und Savannah Morning News.

### Bildung
Zu den größten staatlichen Hochschulen gehören die University of Georgia, die Georgia State University, das Georgia Institute of Technology, die Georgia Southern University, die Kennesaw State University, die University of West Georgia und die Valdosta State University. Die bekannteste private Hochschule in Georgia ist die Emory University. Weitere Hochschulen sind in der Liste der Universitäten in Georgia verzeichnet.
In Georgia ist in Schulen die Prügelstrafe erlaubt. Jeder zweite Schüler besucht eine Schule, in der die Prügelstrafe angewandt wird.

## Kultur

### Darstellende Kunst

#### Theater
Das 1871 eröffnete Springer Opera House wurde 1971/72 von Jimmy Carter zum „State Theatre“ von Georgia umbenannt, der Name 1992 per Gesetzgebung bestätigt.

#### Film und Fernsehen
Georgia ist dank Steuervergünstigungen in Höhe von 30 % einer der beliebtesten Drehorte der USA. 2012 wurden in Georgia 76 Fernsehserien, -specials und -filme gedreht. Nur in Kalifornien entstanden im selben Zeitraum mit insgesamt 215 mehr Fernsehproduktionen. Serien wie The Walking Dead, Drop Dead Diva und die Serien des Senders BET werden in Georgia gedreht.